# سفينة سليماني
سفينة سليماني هو سجل سفر بالفارسية عن سفارة أُرسلت إلى مملكة أيوثايا السيامية في عام 1685 أرسلها سليمان الأول (حكم. 1666–1694)، شاه إيران الصفوية. كتب النص محمد ربيع بن محمد إبراهيم، سكرتير السفارة. يقدم النص معلومات ممتازة عن الوجود التاريخي والثقافي لإيران في منطقة شرق المحيط الهندي. ويقدم الكتاب أيضًا العديد من التفاصيل حول المجتمع الإيراني في سيام في أواخر القرن السابع عشر. وهو المصدر الفارسي الوحيد المتبقي للتاريخ الغني لاتصالات الصفويين مع هذه المنطقة بالذات من العالم.

## الترجمات
- Muhammad Rabi' ibn Muhammad Ibrahim (1972). The Ship of Sulaiman. ترجمة: John O' Kane. New York: Columbia University Press. ISBN:0-231-03654-X. (ترجمة إنجليزية لكتاب "سفينة سليماني" استنادًا إلى مخطوطة محفوظة في المتحف البريطاني. تتضمن ملاحظات ومقدمة من المترجم.)

## فهرس
- Marcinkowski, M. Ismail (2002). "SAFINE-YE SOLAYMANI". SAFINE-YE SOLAYMANI. Encyclopaedia Iranica (بالإنجليزية الأمريكية). Archived from the original on 2025-01-23. Retrieved 2025-04-29.
- Marcinkowski, M. Ismail (2004). "SOUTHEAST ASIA i. PERSIAN PRESENCE IN". SOUTHEAST ASIA i. PERSIAN PRESENCE IN. Encyclopaedia Iranica (بالإنجليزية الأمريكية). Archived from the original on 2024-12-14. Retrieved 2025-04-29.
- Marcinkowski، M. Ismail (2005). "A Unique Source in Persian: The Ship of Sulaymān". From Isfahan to Ayutthaya: Contacts Between Iran and Siam in the 17th Century. Pustaka Nasional Pte Ltd. ص. 18–43. ISBN:978-9971774912.